# Selecció eslovaca de corfbol
La selecció eslovaca de corfbol és dirigida per la Slovak Korfball Association (SAK) i representa Eslovàquia a les competicions internacionals de corfbol. La Federació Eslovaca es va fundar l'any 1993 i té la seu a Bratislava.
Va guanyar la segona European Bowl l'any 2007 i la divisió est de la mateixa competició, l'any 2009.

## Història
| Campionat del Món |                      |                           |               |
| Any               | Campionat            | Seu                       | Classificació |
| 1995              | 5è Campionat del Món | Nova Delhi (Índia)        | 10a plaça     |
| 2003              | 7è Campionat del Món | Rotterdam (Països Baixos) | 13a plaça     |

| Campionat d'Europa |                       |               |               |
| Any                | Campionat             | Seu           | Classificació |
| 1998               | 1r Campionat d'Europa | Portugal      | 8a plaça      |
| 2002               | 2n Campionat d'Europa | Catalunya     | 9a plaça      |
| 2010               | 4t Campionat d'Europa | Països Baixos | 13a plaça     |
| 2014               | 5è Campionat d'Europa | Portugal      | 14a plaça     |

| European Bowl |                  |            |                |
| Any           | Campionat        | Seu        | Classificació  |
| 2007          | 2a European Bowl | Sèrbia     | Campiona       |
| 2009          | 3a European Bowl | Eslovàquia | Campiona (Est) |